# セントビンセント・グレナディーン

セントビンセント及びグレナディーン諸島
Saint Vincent and the Grenadines

国の標語：Pax et justitia
（ラテン語: 平和と正義）
国歌：St. Vincent, Land so Beautiful（英語）
いと美しきセントビンセントランド

セントビンセント及びグレナディーン諸島（セントビンセントおよびグレナディーンしょとう、英: Saint Vincent and the Grenadines）、通称セントビンセント・グレナディーンは、カリブ海の小アンティル諸島にある立憲君主制国家。火山島のセントビンセント島と珊瑚礁のグレナディーン諸島から成る。首都はキングスタウン。
イギリス連邦加盟国であり、英連邦王国のひとつ。北にセントルシア、東にバルバドス、南西にグレナダが存在する。

## 国名
正式名称は、英語: Saint Vincent and the Grenadines（[seɪnt ˈvɪnsənt ænd ðə ɡrɛnəˈdiːnz] ( 音声ファイル) セイント・ヴィンセント・アンド・ザ・グレナディーンズ）。国名はセントビンセント島とグレナディーン諸島（英語ではグレナディーンズ）で構成されることによる。英語ではまれに Saint を St. と省略することがある。
セントビンセントはカトリック教会の聖人「サラゴサのヴィセンテ」に由来する。これは、1498年にクリストファー・コロンブスが同島を「発見」した日がヴィセンテの祝日（1月22日）であったことに由来する。コロンブスは「サン・ヴィセンテ島 (Isla de San Vicente)」と名付け、フランス、イギリスと支配権が移った後も使用され続けている。
グレナディーンはスペインの地名であるグラナダから由来すると言われているが、誰が使用し始めたかはよくわかっていない。余談ではあるが、地理的区分としての「グレナディーン諸島」は南のグレナダまで広がっており、「グレナダ (Grenada)」とグレナディーン諸島は同じ語源である。
日本語の表記は、セントビンセント及びグレナディーン諸島（外務省の紹介）、セントビンセント・グレナディーン。前半部はセントヴィンセント、後半部は英語の発声に準じたグレナディーンズとも表記されることがある。日本語における国名の漢字表記はほぼ使用されていない。略称はセントビンセントが広く使用されており、在外公館は「在セントビンセント日本国大使館」と呼ばれている。また英語の頭文字から取ったSVGもあるが、画像形式のScalable Vector Graphicsと混同される可能性がある。

## 歴史
- 1498年 - クリストファー・コロンブスが来航。
- 1762年 - イギリスが入植。
- 1763年 - イギリスの植民地となる。
- 1779年 - フランスの植民地となる。
- 1783年 - パリ条約により再びイギリスの植民地に戻る。
- 1795年 - 先住民のカリブ族がイギリス人に対して反乱を起こす。しかし失敗して追放され（多くはベリーズに強制移住させられた）、大勢のアフリカ黒人が残った。
- 1969年 - 内政自治権を獲得しイギリス自治領となる。
- 1972年 - ジェームズ・フィッツ＝アレン・ミッチェル（英語版）首相、人民党 (PPP) とセントビンセント労働党 (SVLP) の間でバランスを取る。
- 1974年 - PPPとSVLP連立。
- 1975年 - ミッチェル首相が新民主党 (NDP) を創設。
- 1979年 - 10月に連立指導者のミルトン・カトーによりイギリスから独立。
- 1989年 - 総選挙。ミッチェル首相率いる新民主党 (NDP) が全議席を獲得。
- 1994年 - 総選挙でセントビンセント労働党と国家統一運動との連合 (SVLP-MNU) が計5議席を得る。

## 政治
イギリス連邦内の一国であり、国家元首はイギリス国王（女王）である。イギリス国王の代理として総督が置かれているが、象徴的な役割に留まっている。行政権は首相及び内閣の元にある。議会は一院制。選出議員15名、選任議員6名。計21名。
セントビンセント・グレナディーンは米州ボリバル同盟 (ALBA) に加盟しており、また中華民国（台湾）を承認している。

## 軍事
正規の国防軍を持たず、王立セントビンセント・グレナディーン警察隊とセントビンセント・グレナディーン沿岸警備隊があるのみである。
1996年3月、OECS6か国及びバルバドスの7ヵ国の間で地域安全保障システムを設置した。
1984年、ジェームズ・フィッツ＝アレン・ミッチェルが首相に就任した。アメリカ、イギリス、及び東カリブ海諸国による合同軍事演習に不参加の態度を取るなど、独自の路線を歩んでいる。

## 地方行政区分

セントビンセント・グレナディーンの行政教区

6の行政教区からなり、その内、セントビンセント島は5行政教区で、グレナディーン諸島は1行政教区である。
- シャーロット (Charlotte)
- セント・アンドリュー (Saint Andrew)
- セント・デイヴィッド (Saint David)
- セント・ジョージ (Saint George)
- セント・パトリック (Saint Patrick)
- グレナディーン (Grenadines)

### 主要都市
- キングスタウン。首都。
- ジョージタウン
- ファンシー
- シャトーブレール

## 地理

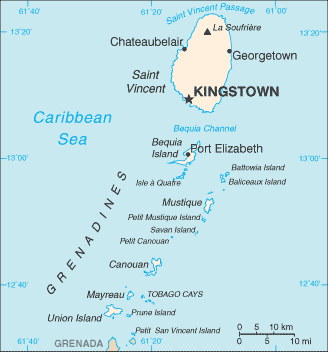
セントビンセント・グレナディーンの地図。

### 山岳
スフリエール山 - しばしば大規模な噴火活動を見せる火山（直近の噴火は2021年）。1,234mのセントビンセント・グレナディーンの最高峰。ついで、リッチモンド山 (1,079m)。

### 島
本島の南に連なる、ヤング島、ベキア島（ベクエ島）、マスティク島（ムスティーク・マスティーク島）、カノーアン島（カノーアン島）、メイルー島（マイロー・メイロー島）、トバゴ・ケイ島、ユニオン島、パーム島、プティ・セントビンセント島、バリソー島、などからなるグレナディーン諸島がある。

### 河川
リッチモンド川が流れる。

## 経済
観光業とバナナ生産が経済の中心。また、セントビンセント島はアロールートの世界最大の生産国でもある。
漁業も盛んで、グレナディーン諸島では原住民捕鯨の名目で少数の島民が鯨の捕獲をしているが、商業捕鯨は議論中の問題である。

### 貿易
同国の経済は、特に輸入について国外市場に強く依存している。貿易依存度は55.4%（輸入、2003年）に達する。一方、輸出については10.5%に留まる。このような構造は、輸出3800万ドルに対し、輸入が2.0億ドルに達するためだ。アメリカ合衆国の保養地という位置付けから観光収入が多く（7400万ドル）、外国投資、海外援助と合わせて貿易赤字を補っている。
輸出に占める食料品の比率は7割を超える。次いで1/4を占める工業製品だ。品目別では、バナナ (33.1%)、穀物 (20.7%) が主力。主な輸出相手国は上位から順にイギリス (29.4%)、アメリカ合衆国、バルバドス、トリニダード・トバゴ、セントルシアである。イギリス、アメリカ以外の3国はいずれもカリブ海の島国、いわば隣国である。輸入に占める工業製品の割合は65%を超える。次いで食料品である。品目別では、電気機械 (14.1%)、石油製品 (8.7%) が多い。主な輸入相手国はアメリカ合衆国 (41.2%)、トリニダード・トバゴ、イギリス、バルバドス、日本。輸出とは異なりアメリカ一国に集中している。日本との貿易は、輸出2.3万ドル、輸入1800万ドルであり、大幅な赤字である。日本からの最大の輸入品は、輸入額の67.4%を占める船舶。

### 交通
国内に鉄道はなく、島内の交通は自家用車、バン (Van) と呼ばれるワゴン車を改造した乗り合いバス、またはタクシーのみとなる。バンはごく一部の地域を除く本島の隅々まで走っていて、国民の重要な足となっている。離島への移動には、首都の港から出ているフェリーか、空港から出ている小型機が使用される（下記「飛行機」参照）。
バン
本島のバンは、すべての路線がリトルトーキョー魚市場脇にあるバスターミナルから出ている。本数が少ない路線も存在するが、大体の地域へは頻繁にバンが来ている。バンの運行は基本的に運転手と助手の2人で行われている。空港・首都間：EC$1 首都・インディアンベイ間：EC$1.5（2006年現在）。離島でもそれぞれバンが走っている。
タクシー
決まったデザインの車体はなく、"TAXI" の表示以外は自家用車と違いがない車が用いられている。メーター付きタクシーは一般的ではない。料金の大体の目安は、空港・首都間：EC$15～20、首都・インディアンベイ間：EC$25
フェリー
首都の港から各離島へ国内線のフェリーが出ている。隣のベクエ島へは毎日運航されているベクエ・エクスプレスがある。所要約1時間、往復でEC$25。またバラクーダと呼ばれるフェリーが本島とカノーアン島（片道：EC$20）、マイロー島（同：EC$25）、ユニオン島（同：EC$30）を週2往復している。
飛行機
国内には大小6つの空港があり、本島にあるアーガイル国際空港が最大で、リアット、カリビアン・スター/サンなどの航空会社が、ハブ空港のあるバルバドスやトリニダード・トバゴなどへ国際便を出している。また国内の離島へは、SVGエアー、マスティーク・エアーウェイズなどが出す国内便がある。

## 国民
住民は、アフリカ系が66.5%、混血が19.0%、印僑が5.5%、ヨーロッパ系3.5%、その他5.5%。
言語は、公用語は英語だが、グレナディーン諸島の一部では、フランス語が混じったパトワと呼ばれるクレオール語が話されている。
宗教は、聖公会が47%、メソジストが28%、ローマ・カトリックが13%、その他にヒンドゥー教やセブンスデー・アドベンチスト教会などが信仰されている。

## 文化

### 祝祭日
| 日付       | 日本語表記       | 現地語表記          | 備考                                                                 |
| ---------- | ---------------- | ------------------- | -------------------------------------------------------------------- |
| 1月1日     | 元日             | New Year's Day      |                                                                      |
| 3月14日    |                  | National Heroes Day |                                                                      |
| 3月25日    |                  | Good Friday         |                                                                      |
| 5月1日     |                  | Labour Day          |                                                                      |
| 5月16日    |                  | Whit Monday         |                                                                      |
|            | カーニバル       | Vincy Carnival      | 6月最終金曜から7月第1火曜までの期間                                  |
| 7月第1月曜 | カーニバルの月曜 | Carnival Monday     | ジュベ (J'ouvert) と呼ばれる、体中にインクを塗るイベントが早朝にある |
| 7月第1火曜 | カーニバルの火曜 | Carnival Tuesday    | カーニバルの最終日 (Mardi Gras)                                      |
| 8月1日     | 奴隷解放の日     | Emancipation Day    |                                                                      |
| 10月27日   | 独立記念日       | Indepedence Day     |                                                                      |
| 12月25日   | クリスマス       | Christmas Day       |                                                                      |
| 12月26日   | ボクシング・デー | Boxing Day          |                                                                      |

### スポーツ
サッカー
セントビンセント及びグレナディーン諸島ではサッカーが最も人気のスポーツとなっており、2009年にサッカーリーグのSVGFFプレミアディビジョンが創設された。リーグは12クラブから構成され、アベニュー・ユナイテッドがリーグ最多4度の優勝を達成している。
セントビンセント・グレナディーンサッカー連盟によって構成されるサッカーセントビンセント・グレナディーン代表は、これまでFIFAワールドカップには未出場である。しかし、CONCACAFゴールドカップでは1996年大会で初出場を果たした。また、カリビアンカップでは1995年大会で準優勝となっている。
クリケット
クリケットは人気スポーツの一つである。セントビンセント及びグレナディーン諸島は多国籍ナショナルチームのクリケット西インド諸島代表に含まれる。

## 出身者
- ケヴィン・リトル - ソカ・シンガー[8]
- シャンデル・サミュエル（英語版） - 元サッカー選手
- ロドニー・ジャック（英語版） - 元サッカー選手
- ケンドール・ヴェロックス - 元サッカー選手
- ジョン・ボストック - サッカー選手
- アドナル・フォイル - 元バスケットボール選手
- ウィリアムス・ニカ - バスケットボール選手